# Пасіфіка (Каліфорнія)
Пасіфіка (англ. Pacifica) — місто (англ. city) в США, в окрузі Сан-Матео штату Каліфорнія. Населення — 38 640 осіб (2020).

## Географія
Пасіфіка розташована за координатами 37°36′24″ пн. ш. 122°28′38″ зх. д. / 37.60667° пн. ш. 122.47722° зх. д. (37.606593, -122.477228).  За даними Бюро перепису населення США в 2010 році місто мало площу 32,79 км², з яких 32,78 км² — суходіл та 0,00 км² — водойми.

## Демографія
Згідно з переписом 2010 року, у місті мешкали 37 234 особи в 13 967 домогосподарствах у складі 9686 родин. Густота населення становила 1136 осіб/км².  Було 14523 помешкання (443/км²).
Расовий склад населення:
| - 64,9 % — білих - 19,4 % — азіатів - 2,6 % — чорних або афроамериканців - 0,8 % — вихідців з тихоокеанських островів - 0,6 % — корінних американців - 4,6 % — осіб інших рас |

До двох чи більше рас належало 7,1 %. Частка іспаномовних становила 16,8 % від усіх жителів.
За віковим діапазоном населення розподілялося таким чином: 20,7 % — особи молодші 18 років, 67,2 % — особи у віці 18—64 років, 12,1 % — особи у віці 65 років та старші. Медіана віку мешканця становила 41,5 року. На 100 осіб жіночої статі у місті припадало 95,6 чоловіків;  на 100 жінок у віці від 18 років та старших — 93,4 чоловіків також старших 18 років.
Середній дохід на одне домашнє господарство  становив 119 660 доларів США (медіана — 100 193), а середній дохід на одну сім'ю — 135 430 доларів (медіана — 114 162). Медіана доходів становила 69 517 доларів для чоловіків та 65 252 долари для жінок. За межею бідності перебувало 6,1 % осіб, у тому числі 6,3 % дітей у віці до 18 років та 6,2 % осіб у віці 65 років та старших.
Цивільне працевлаштоване населення становило 20 710 осіб. Основні галузі зайнятості: освіта, охорона здоров'я та соціальна допомога — 23,0 %, науковці, спеціалісти, менеджери — 14,1 %, роздрібна торгівля — 10,5 %, мистецтво, розваги та відпочинок — 8,3 %.